# Trei culori: Alb
Alb este titlul românesc al filmului francez și polonez din 1994, Trois couleurs: Blanc sau Trzy kolory: Biały.
Scris, produs și regizat de Krzysztof Kieślowski, „Alb” este al doilea film al trilogiei Trei culori, care are ca temă idealurile revoluționare franceze, fiind precedat de Trei Culori: Albastru și urmat de Trei culori: Roșu.

## Distribuția principală
- Zbigniew Zamachowski: "Karol Karol"
- Julie Delpy: "Dominique Vidal"
- Janusz Gajos: "Mikołaj"
- Jerzy Stuhr: "Jurek"

## Premii
- Premiul „Ursul de Argint” pentru cel mai bun regizor la Festivalul Internațional de Film de la Berlin.

## Sinopsis
Filmul ilustrează a doua temă a trilogiei, egalitatea, prin dorințele protagonistului Karol Karol: îmbunătățirea propriei vieții și răzbunarea. Contrastând cu poveștile introspective, melancolice și, în cele din urmă, pline de speranță din Albastru și Roșu, filmul este o comedie neagră.
După ce începe cu scenă scurtă, aparent nesemnificativă, cu o geantă pe un carusel de aeroport, povestea se concentrează repede pe un tribunal de divorț din Paris, unde Karol pledează în fața judecătorului (aceeași scenă pe care a descoperit-o personajul lui Juliette Binoche în Albastru). Imigrantului Karol, deși se descurcă greu cu franceza, i se dă de înțeles că soția sa Dominique nu îl iubește. Pe lângă  soție, el își pierde și sursa de venit (un salon de frumusețe pe care cei doi îl dețineau în comun și restul banilor printr-o serie de ghinioane și în scurt timp devine cerșetor.
Într-o stație de metrou din Paris, unde interpreta cântece din Polonia natală pentru a cerși, Karol se întâlnește și se împrietenește cu un alt polonez, Mikołaj. În timp ce Karol și-a pierdut soția și averea, Mikołaj este căsătorit și se bucură de succes, însă are tendințe sinucigașe. Printr-un plan periculos, Mikołaj îl ajută să se întoarcă în Polonia, unde se întoarce la munca de coafor alături de fratele său (interpretat de Jerzy Stuhr; Stuhr și Zamachowski au jucat rolul unor frați și în al zecelea film din seria Decalogul, tot o comedie neagră despre câștigatul banilor printr-un tertip).
Mikołaj îl întâlnește pe Karol într-un tunel al metroului din Varșovia și îi cere să-l ucidă, dar acesta refuză; cei doi intră în afaceri (a căror natură este vag definită dar probabil ilegală) împreună. Karol devine ambițios și nemilos, concentrându-și energiile pe ingineriile financiare în timp ce învață franceza și se gândește la soția sa. Își folosește noua influență financiară (într-o lume în care, așa cum observă un personaj, „totul este de vânzare”) pentru a duce la îndeplinire un plan complex prin care mai întâi o recucerește pe Dominique, apoi îi distruge viața, înscenându-și moartea și lăsând dovezi care o acuză pe ea. Finalul filmului, filmat la câteva luni după restul peliculei, îndulcește imaginea lui Dominique; Kieślowski a declarat că nu era mulțumit de finalul precedent și a vrut ca ea să nu pară atât de monstruoasă.

## Analiză
Filmul are un substrat politic, neputința finaciară a lui Karol în Franța, urmată de transformarea lui într-un capitalist oarecum dubios, oglindește încercările Poloniei de a avansa dintr-o poziție dezavantajată în Europa. Deși Kieślowski a aplaudat căderea fostului regim comunist din țara sa, ulterior și-a declarat deopotrivă dezgustul față de schimbările care au urmat pentru trecerea la economia de piață, considerând că se pierduseră oportunități pentru o adevărată egalitate datorită goanei după bani și prestigiu european.
Asemenea celorlalte filme din trilogie, Alb conține numeroase imagini care inițial nu par a avea relevanță dar care se dovedesc a fi amintiri, anticipări sau referințe la celelalte două filme. Ca și în Albastru, filmul se folosește adesea de culoarea care îi dă titlul pentru a sugera o stare de spirit, alternând pozitivul (claritate, inocență, extaz) cu negativul (zăpada, piatra, excrementele de porumbel care cad pe Karol la începutul filmului). Chiar la sfârșitul următorului film, Roșu, deznodământul poveștii lui Karol și Dominique este dezvăluit într-un cadru scurt.